# 11 de outubro
11 de outubro é o 284.º dia do ano no calendário gregoriano (285.º em anos bissextos). Faltam 81 dias para acabar o ano.

## Eventos históricos
- 1138 — Sismo de Alepo, na Síria.

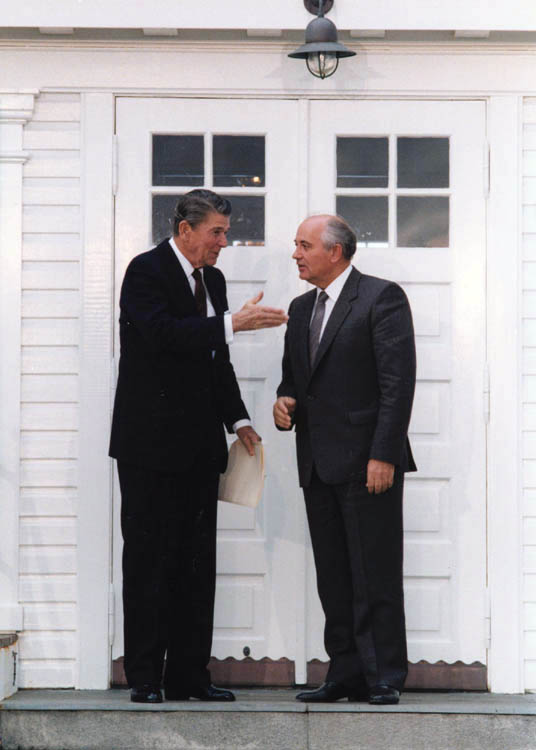
1986: Ronald Reagan e Mikhail Gorbachev em Reiquiavique

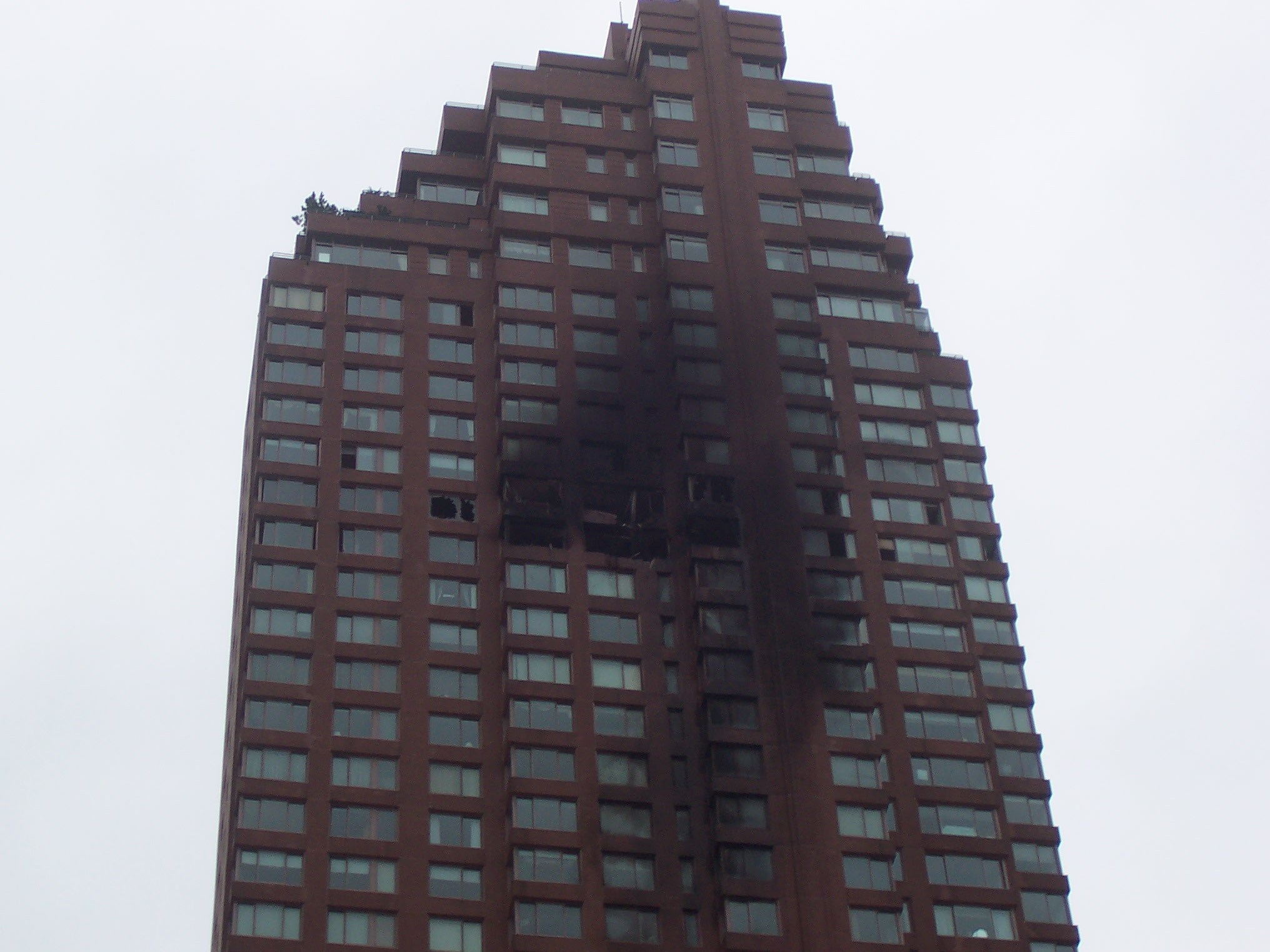
2006: Acidente aéreo na cidade de Nova Iorque

- 1531 — Ulrico Zuínglio é morto em batalha contra os cantões católicos da Suíça.
- 1634 — A inundação de Burchardi mata cerca de 15 000 nas áreas alemãs e dinamarquesas do norte da Frísia.
- 1649 — O Novo Exército Modelo de Thomas Cromwell saqueia Wexford, matando mais de 2 000 soldados confederados irlandeses e 1 500 civis.[1]
- 1767 — É concluída a inspeção da linha Mason–Dixon, que separa Maryland da Pensilvânia.
- 1797 — A Marinha Britânica derrota decisivamente a marinha da República Batava ao largo de Bergen (Holanda do Norte), durante as Guerras Revolucionárias Francesas.
- 1852 — Abertura da Universidade de Sydney, a mais antiga da Austrália.
- 1865 — Centenas de homens e mulheres negros marcham na Jamaica, iniciando a Revolta de Morant Bay.
- 1890 — A pena de morte é extinta no Brasil.
- 1899 — A Segunda Guerra dos Bôeres eclode na África do Sul, opondo a Colônia do Cabo, governada por britânicos, à a República do Transvaal e o Estado Livre de Orange, governados por bôeres.
- 1904 — Roberto Landell de Moura patenteia suas invenções no campo de transmissão de voz (transmissor de ondas, telefonia e telegrafia) nos Estados Unidos.
- 1905 — Surge a primeira revista de quadrinhos do Brasil para crianças, O Tico-Tico.
- 1906 — San Francisco desencadeia uma crise diplomática entre os Estados Unidos e o Japão ao ordenar escolas segregadas para estudantes japoneses.[2]
- 1918 — O sismo de San Fermín, de magnitude 7,1 Mw, sacode Porto Rico, provocando entre 76 e 116 pessoas, das quais cerca de 40 devido ao tsunâmi resultante.[3]
- 1922 — É assinado o Armistício de Mudanya, que põe fim à Guerra de Independência da Turquia; a Grécia só assinaria a 14 de outubro.
- 1942 — Segunda Guerra Mundial: na saída de Guadalcanal, os navios da Marinha dos Estados Unidos interceptam e derrotam uma força japonesa.
- 1944
  - Segunda Guerra Mundial: A Força Expedicionária Brasileira conquista Barga, na Itália.
  - A República Popular de Tuva é anexada pela União Soviética.
- 1954 — De acordo com a Conferência de Genebra, as tropas francesas concluem sua retirada do Vietnã do Norte.
- 1958 — A NASA lança o Pioneer 1, sua primeira sonda espacial, embora não consiga atingir uma órbita estável.
- 1962 — O Concílio Vaticano II torna-se o primeiro concílio ecumênico da Igreja Católica em 92 anos.
- 1965 — Anos de Chumbo no Brasil: campus da Universidade de Brasília é invadido por tropas e pela polícia.
- 1968 — A NASA lança a Apollo 7, a primeira missão tripulada do Programa Apollo.
- 1977 — Criação do estado brasileiro do Mato Grosso do Sul.
- 1984
  - A astronauta Kathryn Sullivan se torna a primeira mulher norte-americana a fazer uma caminhada espacial, a partir do ônibus espacial Challenger.
  - O voo Aeroflot 3352 colide com veículos de manutenção após o pouso em Omsk, na Rússia, matando 178.
- 1986 — Ronald Reagan e Mikhail Gorbatchov se reúnem na Islândia para continuar as discussões sobre a redução dos arsenais de mísseis balísticos de alcance intermediário na Europa.
- 2000 — A NASA lança a STS-92, a 100.ª missão do ônibus espacial.
- 2006 — Acidente aéreo na cidade de Nova Iorque mata 2 pessoas.
- 2018 — A missão Soyuz MS-10, transportando uma tripulação destinada à Estação Espacial Internacional, é abortada pouco depois do lançamento; a tripulação pousa em segurança.

## Nascimentos

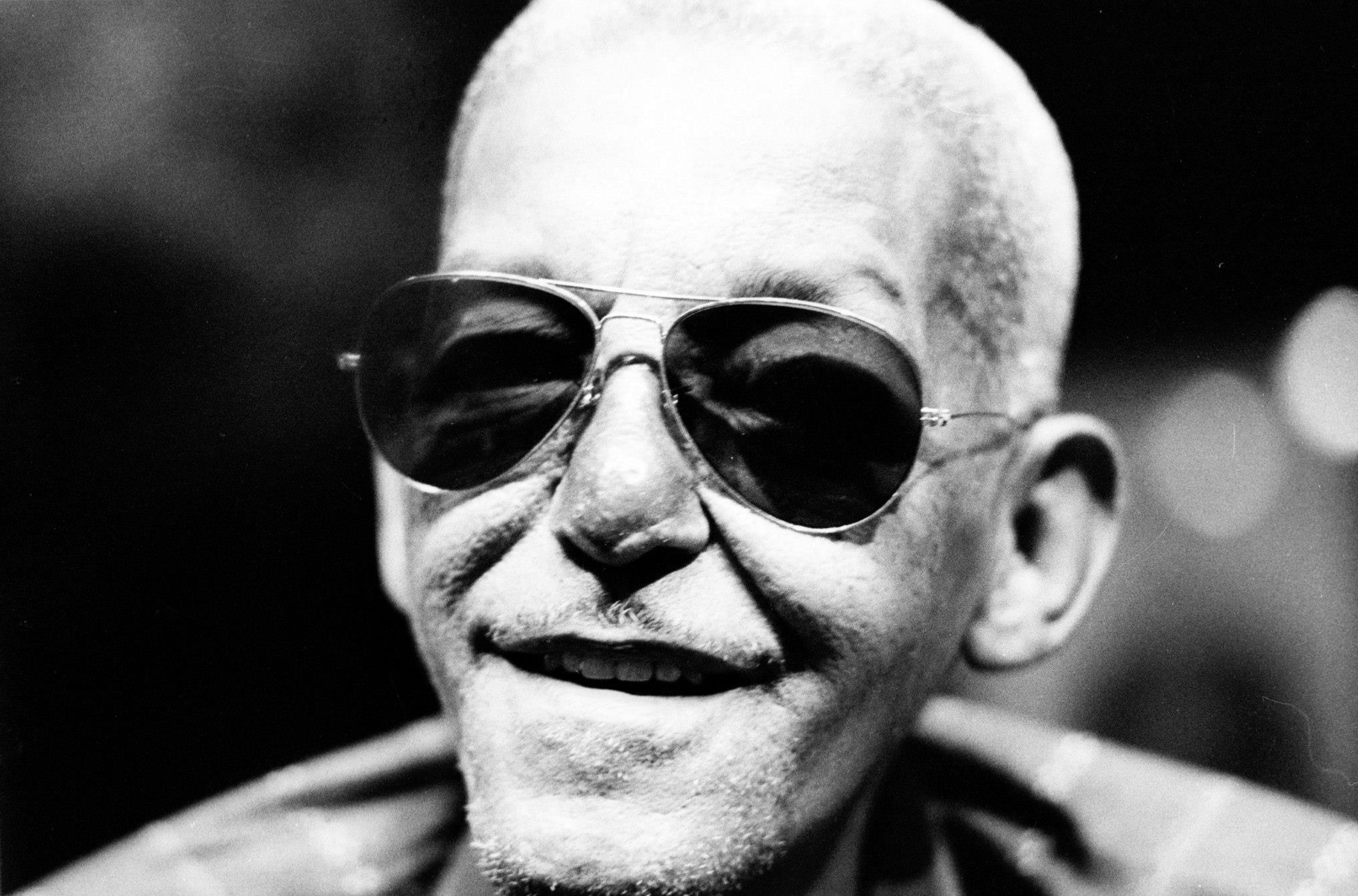
Cartola

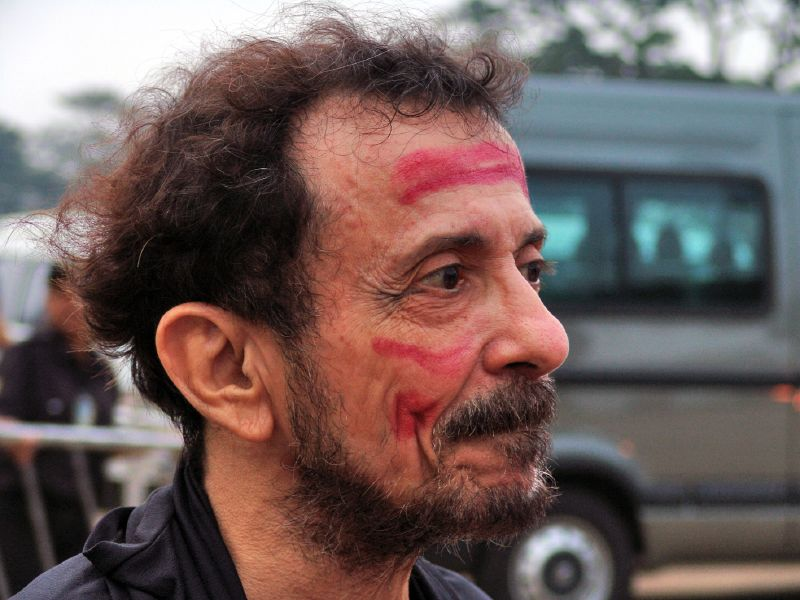
Tom Zé

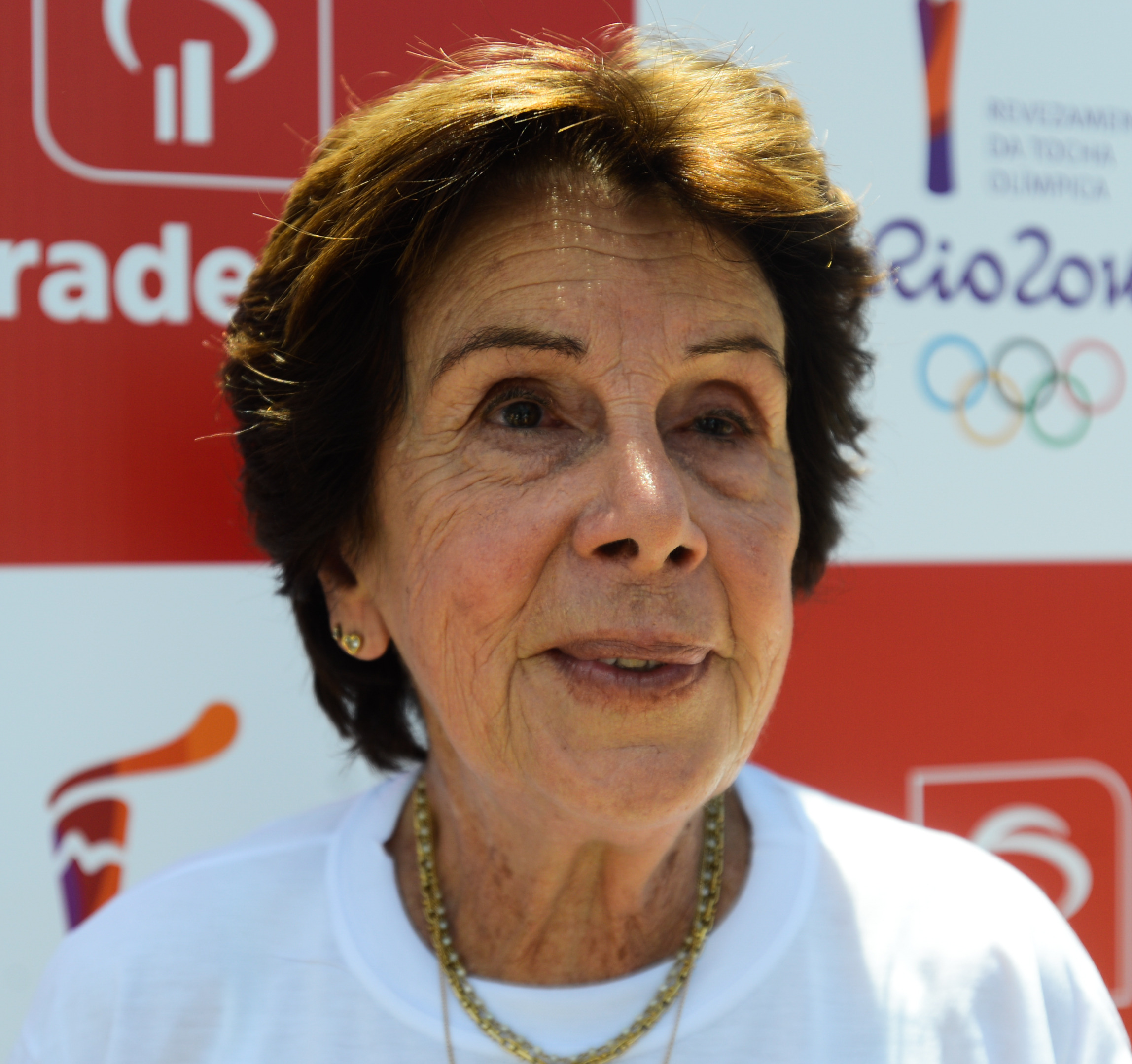
Maria Esther Bueno

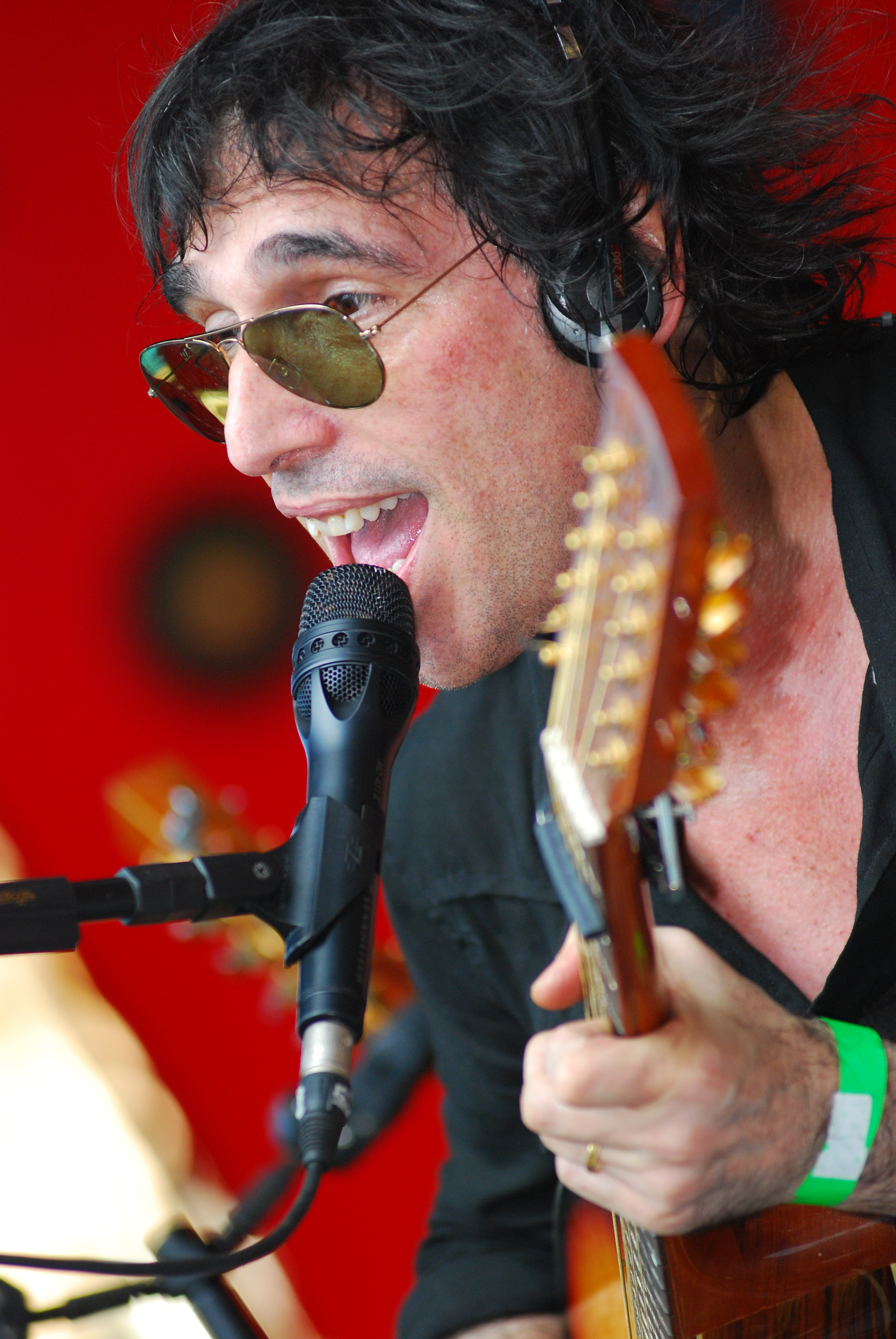
Lobão

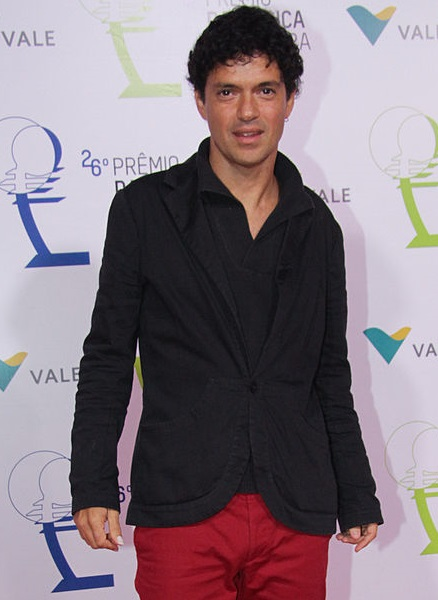
Jorge Vercillo

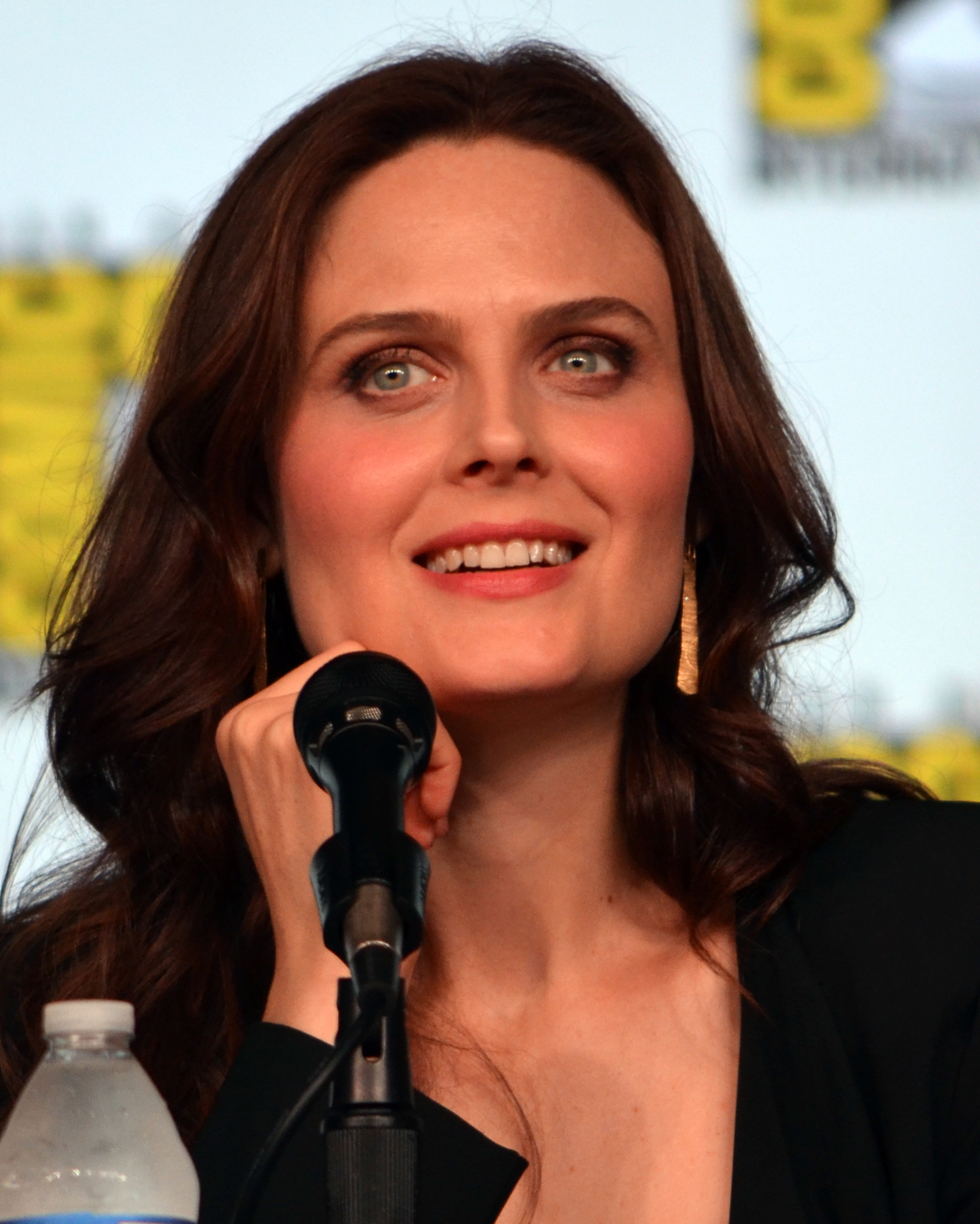
Emily Deschanel

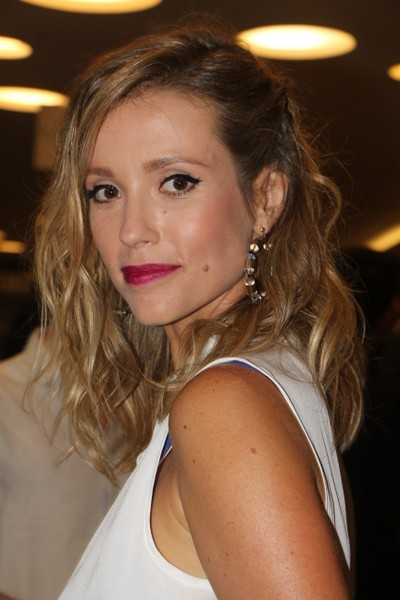
Juliana Didone

### Anteriores ao século XIX
- 1599 — Abraham de Fabert, marechal francês (m. 1662).
- 1671 — Frederico IV da Dinamarca (m. 1730).
- 1675 — Samuel Clarke, filósofo inglês (m. 1729).
- 1738 — Arthur Phillip, militar e explorador britânico (m. 1814).
- 1755 — Fausto Delhuyar, químico e mineralogista espanhol (m. 1833).
- 1758 — Heinrich Olbers, astrônomo alemão (m. 1840).
- 1768 — Jean-Édouard Adam, químico e físico francês (m. 1807).
- 1777 — Casimir Perier, político francês (m. 1832).
- 1799 — Madre Paula Montalt, freira e santa católica espanhola (m. 1899).

### Século XIX
- 1804 — Luís II da Holanda (m. 1831).
- 1808 — Hyacinthe Klosé, músico e compositor francês (m. 1880).
- 1813 — Louis Veuillot, escritor e jornalista francês (m. 1883).
- 1817 — Maria Amélia de Baden (m. 1888).
- 1823 — Eduardo de Saxe-Weimar-Eisenach (m. 1902).
- 1846 — Carlos Pellegrini, político argentino (m. 1906).
- 1863 — Georges Gardet, escultor francês (m. 1939).
- 1866 — Rodrigo Otávio, jurista brasileiro (m. 1944).
- 1872
  - Emily Davison, ativista britânica (m. 1913).
  - Karl Linsbauer, botânico austríaco (m. 1934).
  - Harlan Fiske Stone, político e jurista estadunidense (m. 1946).
- 1876 — Paul Masson, ciclista francês (m. 1944).
- 1878
  - Karl Hofer, pintor alemão (m. 1955).
  - Nicole Girard-Mangin, médica francesa (m. 1919).
- 1879
  - Ernst Mally, filósofo britânico (m. 1944).
  - Maria Luísa de Hanôver (m. 1948).
- 1881 — Hans Kelsen, filósofo e jurista austríaco (m. 1973).
- 1884
  - Eleanor Roosevelt, primeira-dama estadunidense (m. 1962).
  - Friedrich Bergius, químico e industrial alemão (m. 1949).
- 1885
  - François Mauriac, escritor francês (m. 1970).
  - Alfréd Haar, matemático húngaro (m. 1937).
- 1887 — Pierre Jean Jouve, escritor e poeta francês (m. 1976).
- 1889 — Imre Schlosser, futebolista e treinador de futebol húngaro (m. 1959).
- 1894 — Luis Ángel Firpo, pugilista argentino (m. 1960).
- 1896 — Roman Jakobson, linguista russo (m. 1982).

### Século XX

#### 1901–1950
- 1904 — Kenichi Enomoto, ator japonês (m. 1970).
- 1905
  - Fred Trump, empresário estadunidense (m. 1999).
  - Victor Kravchenko, diplomata russo (m. 1966).
- 1908 — Cartola, compositor brasileiro (m. 1980).
- 1909 — Dai Astley, futebolista britânico (m. 1989).
- 1911
  - Juan Carlos Zabala, maratonista argentino (m. 1983).
  - Nello Pagani, motociclista e automobilista italiano (m. 2003).
- 1912 — Samuel dos Santos, ator, produtor e assistente de direção brasileiro (m. 1993).
- 1913
  - Joe Simon, artista de história em quadrinhos, escritor e editor estadunidense (m. 2011).
  - J. J. Pickle, político norte-americano (m. 2005).
- 1916 — Robert Marshak, físico norte-americano (m. 1992).
- 1917 — Viktor Safronov, astrônomo russo (m. 1999).
- 1918
  - Jerome Robbins, cineasta estadunidense (m. 1998).
  - Olive Deering, atriz estadunidense (m. 1986).
- 1919 — Art Blakey, baterista norte-americano (m. 1990).
- 1920 — Edgar Negret, escultor colombiano (m. 2012)
- 1923
  - Elizabeth Eisenstein, historiadora estadunidense (m. 2016).
  - Rosemary LaPlanche, atriz e modelo estadunidense (m. 1979).
- 1925 — Elmore Leonard, escritor, produtor cinematográfico e roteirista estadunidense (m. 2013).
- 1926 — Thich Nhat Hanh, monge budista, escritor e ativista vietnamita (m. 2022).
- 1927 — Princesa Josefina Carlota da Bélgica (m. 2005).
- 1928
  - Alfonso de Portago, automobilista e nobre espanhol (m. 1957)
  - Constant Huysmans, futebolista belga (m. 2016).
- 1930 — Ronnie Simpson, futebolista britânico (m. 2004).
- 1934
  - João do Vale, cantor e compositor brasileiro (m. 1996).
  - Luis Héctor Villalba, cardeal argentino.
- 1935
  - Frederick Combs, ator, dramaturgo e diretor americano (m. 1992).
  - Marcel Detienne, historiador belga (m. 2019).
- 1936 — Tom Zé, compositor, cantor e arranjador brasileiro.
- 1937 — Bobby Charlton, futebolista britânico (m. 2023).
- 1939
  - Maria Esther Bueno, tenista brasileira (m. 2018).
  - Norma Blum, atriz brasileira.
  - Willy Monty, ciclista belga (m. 2014).
- 1940 — Jean-Claude Schindelholz, futebolista suíço.
- 1941
  - Ney Suassuna, político e empresário brasileiro.
  - Lester Bowie, trompetista e compositor estadunidense (m. 1999).
- 1942
  - Amitabh Bachchan, ator indiano.
  - Curtis Callan, físico norte-americano.
- 1944 — Younan Nowzaradan, cirurgião iraniano-americano.
- 1946
  - Daryl Hall, cantor, compositor e produtor musical estadunidense.
  - Sawao Kato, ginasta japonês.
  - Lee Hoi-taek, futebolista sul-coreano.
- 1947 — Lucas Papademos, político e economista grego.
- 1948 — Peter Turkson, cardeal ganês.
- 1950
  - Patty Murray, política estadunidense.
  - Robert Pugh, ator britânico.

#### 1951–2001
- 1952 — Elymar Santos, cantor e compositor brasileiro.
- 1953 — David Morse, ator estadunidense.
- 1954
  - Atsuko Takahata, atriz e dubladora japonesa.
  - Vojislav Šešelj, político sérvio.
- 1955
  - Hans-Peter Briegel, futebolista e treinador de futebol alemão.
  - Moctar Ouane, político e diplomata malinês.
  - Ionel Augustin, futebolista romeno.
- 1956
  - Nicanor Duarte, político paraguaio.
  - Nicolae Ungureanu, futebolista romeno.
- 1957 — Lobão, músico brasileiro.
- 1958
  - Totia Meireles, atriz brasileira.
  - Tony Moore, cantor, compositor e músico britânico.
- 1959
  - Wayne Gardner, motociclista australiano.
  - Gregory Kaidanov, enxadrista ucraniano-americano.
- 1960
  - Aleksandr Panfilov, ciclista uzbeque.
  - Gábor Pölöskei, futebolista e treinador de futebol húngaro.
- 1961
  - Neil Buchanan, ator, apresentador e músico britânico.
  - Amr Diab, cantor, compositor, escritor e ator egípcio.
- 1962 — Joan Cusack, atriz estadunidense.
- 1963
  - Mohammed Sahil, futebolista marroquino.
  - Fernando Villavicencio, político e jornalista equatoriano (m. 2023).
- 1964 — Uwe Ampler, ciclista alemão.
- 1965
  - Rikishi, wrestler samoano.
  - Lennie James, ator britânico.
  - Julianne McNamara, ginasta estadunidense.
  - Sean Patrick Flanery, ator estadunidense.
- 1966
  - Fehaid Al-Deehani, atirador esportivo kuwaitiano.
  - Luke Perry, ator estadunidense (m. 2019).
- 1967
  - Mario Salas, futebolista e treinador de futebol chileno.
  - Dušan Uhrin, Jr, futebolista e treinador de futebol tcheco.
- 1968
  - Jorge Vercillo, cantor e compositor brasileiro.
  - Jane Krakowski, atriz estadunidense.
- 1969
  - Jury Chechi, ginasta italiano.
  - Constantino dos Países Baixos.
- 1970
  - U-God, rapper estadunidense.
  - Sergey Ovchinnikov, futebolista e treinador de futebol russo.
  - Constance Zimmer, atriz estadunidense.
- 1971
  - Justin Lin, diretor, roteirista e produtor de cinema taiwanês-americano.
  - MC Lyte, rapper norte-americana.
  - Abraham Weintraub, professor e economista brasileiro.
- 1972
  - Cléber Arado, futebolista brasileiro (m. 2021).
  - Claudia Black, atriz australiana.
  - Remo Tellini, hipista brasileiro.
- 1973
  - Takeshi Kaneshiro, ator e cantor japonês.
  - Mike Smith, guitarrista estadunidense.
- 1974 — Terje Håkonsen, snowboarder norueguês.
- 1975
  - Kyoko Ina, patinadora artística nipo-americana.
  - Renate Lingor, futebolista alemã.
  - Lee Sang-Hun, futebolista e treinador de futebol sul-coreano.
- 1976 — Emily Deschanel, atriz estadunidense.
- 1977
  - Karina Battis, cantora brasileira.
  - Matthew Bomer, ator estadunidense.
  - Laura Gallego García, escritora espanhola.
  - Wellington Dias, futebolista brasileiro.
  - Enílton, futebolista brasileiro.
  - Desmond Mason, basquetebolista estadunidense.
  - Rui Santos, ator português.
  - Igor Figueiredo, jogador de snooker brasileiro.
  - Elena Berezhnaya, patinadora artística russa.
- 1978
  - Miriam Freeland, atriz brasileira.
  - Kali, futebolista angolano.
  - Trevor Donovan, ator e modelo estadunidense.
  - Brizola Neto, político brasileiro.
  - Matthew Conger, árbitro de futebol neozelandês.
- 1979 — Bae Doona, atriz, modelo e fotógrafa sul-coreana.
- 1980
  - Bridget Powers, atriz e cantora estadunidense.
  - Serge Branco, futebolista camaronês.
  - Ahmed al-Haznawi, terrorista saudita (m. 2001).
  - Julie McNiven, atriz estadunidense.
- 1981
  - Francis Carmont, lutador francês de artes marciais mistas.
  - Adrian Jaoude, lutador profissional libanês-brasileiro.
  - Guilherme, Grão-Duque Herdeiro de Luxemburgo.
- 1982
  - Kristy Wu, atriz estadunidense.
  - Mauricio Victorino, futebolista uruguaio.
  - Valentina Zelyaeva, modelo russa.
  - Lucas Lima, músico brasileiro.
  - Ansi Agolli, futebolista albanês.
- 1983
  - Daniel Zukerman, ator, humorista e repórter brasileiro.
  - Ruslan Ponomariov, enxadrista ucraniano.
  - Bradley James, ator britânico.
- 1984
  - Alexander Smirnov, patinador artístico russo.
  - Juliana Didone, atriz e modelo brasileira.
  - Martha MacIsaac, atriz canadense.
  - Mario Cau, desenhista brasileiro.
- 1985
  - Michelle Trachtenberg, atriz e dubladora estadunidense.
  - Nesta Carter, velocista jamaicano.
- 1987
  - Pablo Mouche, futebolista argentino.
  - Ariella Kaeslin, ginasta suíça.
  - Andressa Urach, modelo, empresária e apresentadora brasileira.
  - Tony Beltran, futebolista estadunidense.
- 1988
  - Omar Gonzalez, futebolista estadunidense.
  - Séamus Coleman, futebolista irlandês.
- 1989
  - Henry Lau, cantor e compositor canadense.
  - Maxime Le Marchand, futebolista francês.
- 1990
  - Sebastian Rode, futebolista alemão.
  - Julia Sanina, cantora ucraniana.
- 1991
  - Wescley, futebolista brasileiro.
  - Toby Fox, criador de jogos e compositor norte-americano.
- 1992
  - Jean-Daniel Akpa-Akpro, futebolista marfinense.
  - Cardi B, rapper estadunidense.
- 1993
  - Brandon Flynn, ator estadunidense.
  - Matuê, rapper brasileiro.
- 1994
  - Clésio Baúque, futebolista moçambicano.
  - Romain Seigle, ciclista francês.
  - Abdulellah Al-Malki, futebolista saudita.
  - Júnior Santos, futebolista brasileiro.
- 1995 — Nicolás Jarry, tenista chileno.
- 1995 — Luísa da Reino da Bélgica Saxe-Coburgo-Gota e Arquiduquesa de Áustria-Este, Aristocrata Belga, ela também é a sobrinha do Rei Filipe I da Bélgica, filha da Princesa Astrid da Bélgica e Príncipe Lorenzo da Áustria-Este
- 1996
  - Nicky Degrendele, ciclista belga.
  - Alan Franco, futebolista argentino.
  - Rhea Ripley, lutadora australiana.
- 1997 — Georg Zimmermann, ciclista alemão.
- 1998
  - Jason Joseph, velocista suíço.
  - Nyeme Costa, jogadora de vôlei brasileira.
- 2000 — Hayden Byerly, ator estadunidense.

### Século XXI
- 2001
  - Telma Encarnação, futebolista portuguesa.
  - Daniel Maldini, futebolista italiano.
- 2003 — Robert Renan, futebolista brasileiro.

## Mortes

### Anteriores ao século XIX
- 1188 — Roberto I de Dreux (n. 1123).
- 1303 — Papa Bonifácio VIII (n. 1235).

### Século XIX
- 1851 — Paul Erman, físico alemão (n. 1764).
- 1852 — Gotthold Eisenstein, matemático alemão (n. 1823).
- 1889 — James Prescott Joule, físico britânico (n. 1818).
- 1896 — Anton Bruckner, compositor austríaco (n. 1824).

### Século XX
- 1916 — Oto da Baviera (n. 1848).
- 1927 — Miguel Januário de Bragança, pretendente miguelista ao trono português (n. 1853).
- 1954 — Theodore Lyman, físico estadunidense (n. 1874).
- 1963 — Jean Cocteau, escritor e cineasta francês (n. 1889).
- 1965 — Walter Stampfli, político suíço (n. 1884).
- 1967 — Simo Puupponen, escritor finlandês (n. 1915).
- 1987 — Uwe Barschel, político alemão (n. 1944).
- 1989 — Paul Shenar, ator e diretor de teatro americano (n. 1936).
- 1991
  - Redd Foxx, ator e humorista estadunidense (n. 1922).
  - José Marmelo e Silva, escritor português (n. 1911).
- 1996
  - Lars Valerian Ahlfors, matemático finlandês (n. 1907).
  - Renato Russo, cantor e compositor brasileiro (n. 1960).
  - William Vickrey, economista estadunidense (n. 1914).
- 1998 — Richard Denning, ator estadunidense (n. 1914).

### Século XXI
- 2004 — Fernando Sabino, escritor e jornalista brasileiro (n. 1923).
- 2006 — Cory Lidle, jogador de beisebol estadunidense (n. 1972).
- 2008 — Jörg Haider, político austríaco (n. 1950).
- 2009 — Gustav Kral, futebolista austríaco (n. 1983).
- 2011
  - José Vasconcellos, ator e humorista brasileiro (n. 1926).
  - Roberta Cowell, piloto e empresária britânica (n. 1918).
- 2012 — Helmut Haller, futebolista alemão (n. 1939).
- 2013 — María de Villota, automobilista espanhola (n. 1980).
- 2017 — Nélio José Nicolai, eletrotécnico brasileiro (n. 1940).

## Feriados e eventos cíclicos
- Dia Internacional da Menina, segundo a ONU

### Portugal
- Feriado municipal de São João da Madeira

### Brasil
| - Aniversário de Mato Grosso do Sul - Aniversário de Campina Grande, Paraíba - Aniversário de Cambé, Paraná |  | * Aniversário de Rio Branco do Sul, Paraná. - Aniversário de Bento Gonçalves, Rio Grande do Sul - Aniversário de Pariquera-Açu, São Paulo - Aniversário de Santa Mariana, Paraná |

### Cristianismo
| - Bruno I - Cainnech de Aghaboe - Filipe, o Evangelista |  | - Gomário - Nectário de Constantinopla - Papa João XXIII |  | - Tiago, o Diácono - Zenaide e Filonila |

## Outros calendários
- No calendário romano era o 5.º dia (V) antes dos idos de outubro.
- No calendário litúrgico tem a letra dominical D para o dia da semana.
- No calendário gregoriano a epacta do dia é xii.